# آمادو آمپاته با
آمادو آمپاته با (به فرانسوی: Amadou Hampâté Bâ) نویسنده و نژادشناس قرن بیستم میلادی اهل مالی بود.